# Macroprotodon abubakeri
Macroprotodon abubakeri es una especie de serpiente de la familia Colubridae. Recientemente ha sido confirmada su estatus de especie, gracias a estudios genéticos.

## Distribución
Su área de distribución se limita al norte del continente africano, en territorios del este de Marruecos hasta Melilla y norte de Argelia.